# Society for the Foundations of Computational Mathematics
Ne doit pas être confondu avec Foundations of Computational Mathematics (journal).
L'association Foundations of Computational Mathematics (abrégé en FoCM ou en SFoCM) est une organisation internationale sans but lucratif qui soutient et promeut la recherche à l'interface entre les mathématiques et les calculs. Elle encourage l'interaction entre les mathématiques, l'informatique et d'autres domaines de la science informatique par le biais de conférences, d'événements et de publications. 
La société édite une revue scientifique éponyme ; pour différencier le journal de la société, on nomme parfois le premier Journal of Foundations of Computational Mathematics et parfois la deuxième Society for the Foundations of Computational Mathematics.

## Objectifs
La société FoCM a pour objectif d'explorer la relation entre les mathématiques et le calcul, en se concentrant à la fois sur la recherche de solutions mathématiques à des problèmes de calcul et de solutions informatiques à des problèmes mathématiques. Les sujets d'intérêt principaux comprennent les suivants :
- Théorie de l'approximation
- Géométrie algébrique
- Dynamique calculatoire
- Analyse harmonique, Digital video noise reduction, et traitement du signal
- Théorie algorithmique des nombres
- Topologie algorithmique et géométrie algorithmique
- Optimisation continue
- Aspects numériques des équations aux dérivées partielles
- Intégration géométrique et calculs en mécanique
- Théorie des graphes et combinatoire
- Complexité en théorie de l'information
- Algorithme d'apprentissage incrémental
- Algèbre linéaire numérique
- Matrices aléatoires
- Analyse de la complexité des algorithmes en nombres réels
- Fonctions spéciales et Suites de polynômes orthogonaux
- Calculateur stochastique

## Historique
Le projet d'une Society for the Foundations of Computational Mathematics (« Société pour les fondements des mathématiques calculatoires ») a été lancé en été 1995, durant un séminaire d'été de l'AMS-SIAM d'un mois à Park City, organisé principalement par Stephen Smale. Sur proposition de Michael Shub, un groupe composé de Felipe Cucker, Arieh Iserles, Narendra Karmarkar, James Renegar, Michael Shub et Stephen Smale a décidé la création d'une entité permanente, nommée Foundations of Computational Mathematics, qui organiserait des conférences périodiques sur des sujets liés à l'interaction entre ces deux domaines. Michael Shub a été choisi pour diriger cette association, secondé par Arieh Iserles et James Renegar.
La première conférence de la FoCM a eu lieu à Rio de Janeiro, organisée par l'IMPA avec le soutien de son directeur de l'époque Jacob Palis. Plusieurs conférences ont été organisées par la suite, réunissant certains des plus grands mathématiciens et informaticiens du monde. La société n'a été constituée officiellement qu'en 1999, en même temps que  la création de la revue Foundations of Computational Mathematics. Les principales activités de la société sont ses réunions triennales, ses semestres spéciaux et le soutien de la revue FoCM, ainsi que le support général des domaines mathématiques qui sous-tendent le calcul.

## Conférences
La conférence principale de la FoCM est triennale. Ce sont :
- Park City AMS—SIAM 1995 Summer Seminar (Utah, USA), considéré comme évènement fondateur de la société[1],[2].
- FoCM'97 (Rio de Janeiro, Brazil)[3],[4]
- FoCM'99 (Oxford, United Kingdom)[5],[6],[7]
- FoCM 2002 (Minneapolis, USA)[8]
- FoCM 2005 (Santander, Espagne)[9]
- FoCM 2008 (Hong Kong, Chine)[10]
- FoCM 2011 (Budapest, Hungary)[11]
- FoCM 2014 (Montevideo, Uruguay)[12]
- FoCM 2017 (Barcelone, Espagne)
- FoCM 2020 (Vancouver, Canada)[13]
- FoCM 2023 (Paris, France)

Des réunions spécifiques ont lieu sur des thèmes particuliers : 
- Foundations of Computational Mathematics Half Year Program, Berkeley, 1998, Mathematical Sciences Research Institute[14].
- Special Semester on Foundations of Computational Mathematics, Hong Kong, 1999 Université municipale de Hong Kong[15].
- Thematic Program on the Foundations of Computational Mathematics, Toronto, 2009, Fields Institute[16].
- From Dynamics to Complexity, A conference celebrating the work of Michael Shub, Toronto, 2012 Fields Institute [17]

## Publications
Depuis janvier 2001, FoCM supporte le journal Foundations of Computational Mathematics édité par Springer. Les éditeurs successifs du journal sont :
- Michael Shub (2001–2002)
- Peter J. Olver (2002–2008)
- Arieh Iserles (2002–2011)
- Michael Todd (2008–2011)
- Felipe Cucker (2011–2017)
- Albert Cohen (2014–maintenant)
- Hans Munthe-Kaas (en) (2017-maintenant)

Les exposés des orateurs invités des conférences FoCM entre Oxford’99 et Budapest’11 sont publiées dans les London Mathematical Society Lecture Notes, par Cambridge University Press.

## Président
La direction du FoCM est élue pour 3 ans. Les présidents successifs sont : 
- Michael Shub (1995–1997)
- Arieh Iserles (1997–2000)
- Ronald DeVore (2000–2002)
- Endre Süli (2002–2005)
- Michael Todd (2005–2008)
- Felipe Cucker (2008–2011)
- Teresa Krick (2011–2014)
- Wolfgang Dahmen (en) (2014-2017)
- Agnes Szanto (2017-2020)
- Albert Cohen (2020-2023)

## Prix Stephen Smale
FoCM attribue le prix Stephen Smale dont l'objectif est de reconnaître le travail d'un jeune mathématicien sur des thèmes centraux à l'association Les récipiendaires sont :
- Snorre H. Christiansen (2011)[18]
- Carlos Beltrán et Mark Braverman (2014)[19]
- Lek-Heng Lim (2017)
- Shayan Oveis Gharan (2023)